# Thasus acutangulus
Thasus acutangulus är en insektsart som först beskrevs av Carl Stål 1859.  Thasus acutangulus ingår i släktet Thasus och familjen bredkantskinnbaggar. Inga underarter finns listade i Catalogue of Life.